# ایزوایر
ایزوایر (به فرانسوی: Issoire) یک کمون در فرانسه است که در بخش ایسوار واقع شده‌است. ایزوایر ۱۹٫۶۹ کیلومتر مربع مساحت دارد ۳۸۶ متر بالاتر از سطح دریا واقع شده‌است.

## خواهرخوانده
شهر نویمارکت این در اوبرفالتز خواهرخواندهٔ ایزوایر هست.